# 盐兴县
盐兴县，中国旧县名。
1913年由定远县属黑盐井、琅井和广通辖元永井、阿陋井合并设置，治黑盐井（今云南省禄丰市西北黑井镇）。1958年撤销，并入广通县。1960年广通县裁撤，并入禄丰县。 